# Старі Юхи (гміна)
Гміна Старі Юхи (пол. Gmina Stare Juchy) — сільська гміна у північній Польщі. Належить до Елцького повіту Вармінсько-Мазурського воєводства.
Станом на 31 грудня 2011 у гміні проживало 3969 осіб.

## Територія
Згідно з даними за 2007 рік площа гміни становила 196.55 км², у тому числі:
- орні землі: 59.00%
- ліси: 17.00%

Таким чином, площа гміни становить 17.68% площі повіту.

## Населення
Станом на 31 грудня 2011:
| Опис     | Загалом | Загалом | Чоловіки | Чоловіки | Жінки | Жінки |
| -------- | ------- | ------- | -------- | -------- | ----- | ----- |
| одиниця  | осіб    | %       | осіб     | %        | осіб  | %     |
| все      | 3969    | 100     | 2017     | 50.82    | 1952  | 49.18 |
| міське   | 0       | 100     | 0        |          | 0     |       |
| сільське | 3969    | 100     | 2017     | 50.82    | 1952  | 49.18 |

## Сусідні гміни
Гміна Старі Юхи межує з такими гмінами: Видміни, Елк, Ожиш, Свентайно.